# Перу на Зимским олимпијским играма 2010.
Деби Перуа био је на Зимским олимпијским играма 2010. у Ванкуверу. Делегацију Перуа представљало је троје спортиста, који су се такмичили у два спорта.
Перуански олимпијски тим је остао у групи екипа које нису освојиле ниједну медаљу.
Заставу Перуа на свечаном отварању Олимпијских игара 2010. носио је нордијски скијаш Роберто Карселен.

## Алпско скијање

### Мушкарци
| Такмичар          | Дисциплина | Резултати       | Резултати       | Резултати       | Резултати       | Резултати       |
| Такмичар          | Дисциплина | 1. трка         | 2. трка         | Укупно          | Заостатак       | Пласман/учес    |
| ----------------- | ---------- | --------------- | --------------- | --------------- | --------------- | --------------- |
| Манфред Етл Рејес | Слалом     | Дисквалификован | Дисквалификован | Дисквалификован | Дисквалификован | Дисквалификован |
| Манфред Етл Рејес | Велеслалом | 1:29,56 (76)    | 1:32,49 (66)    | 3:02,05         | 24,22           | 67 / 81 (103)   |

### Жене
| Такмичарке       | Дисциплина | Резултати    | Резултати     | Резултати     | Резултати     | Резултати      |
| Такмичарке       | Дисциплина | 1. трка      | 2. трка       | Укупно        | Заостатак     | Пласман/ учес. |
| ---------------- | ---------- | ------------ | ------------- | ------------- | ------------- | -------------- |
| Орнела Етл Рејес | Слалом     | 59,61 (57)   | Није завршила | Није завршила | Није завршила | Није завршила  |
| Орнела Етл Рејес | Велеслалом | 1:27,25 (60) | Није завршила | Није завршила | Није завршила | Није завршила  |

## Скијашко трчање
Мушкарци
| Такмичар         | Дисциплина     | Финале  | Финале    | Финале       |
| Такмичар         | Дисциплина     | Време   | Заостатак | Место/учес.  |
| ---------------- | -------------- | ------- | --------- | ------------ |
| Роберто Карселен | 15 км слободно | 45:53,6 | 12:17,3   | 94 / 95 (96) |

## Скорашње везе
- Званични сајт ЗИО 2010. Ванкувер (језик: енглески)